# Перуджа (чоловічий волейбольний клуб)
Сір Сафети Суса Перуджа (італ. Sir Safety Susa Perugia) — італійський чоловічий волейбольний клуб із міста Перуджа.
У міжнародних змаганнях бере участь як Сір Сікома Моніні (італ. Sir Sicoma Monini).

## Історія

### Колишні назви
- Сер Волей Бастія Умбра — 2001–2005
- Сер Волей Бастія Умбра — 2005–2010
- Сер Сейфеті Перуджа — 2010–2015
- Сер Сейфті Конад Перуджа — 2015–2022
- Сер Сейфеті Суза Перуджа — 2022–2023
- Сер Сейфеті Суса Вім Перуджа — 2023–2024
- Сер Суза Вім Перуджа — 2024–

За підсумками сезону 2011—2012 клуб переміг у Серії А2 та здобув путівку до найвищого дивізіону країни.

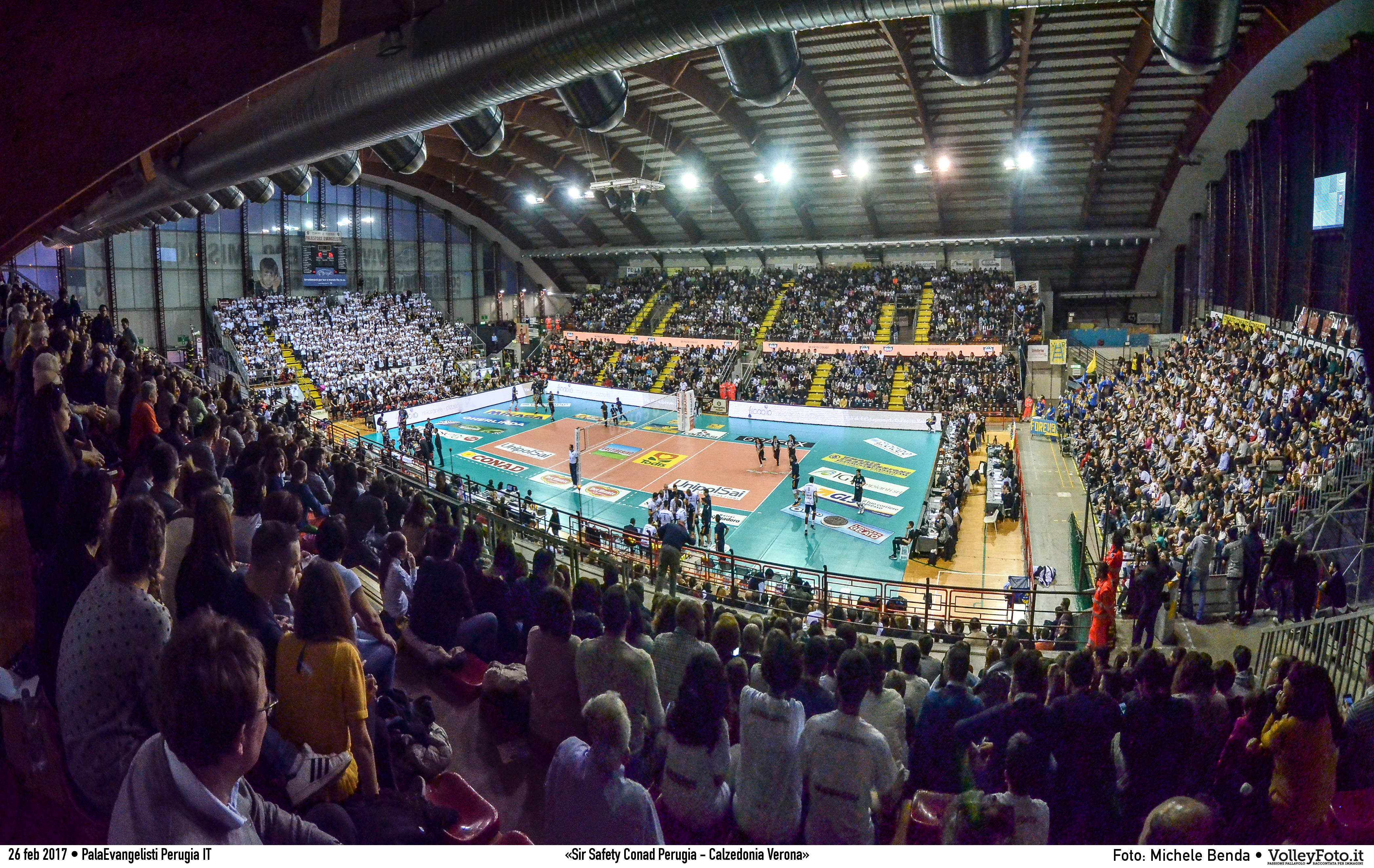

У сезоні 2019/2020 клуб був лідером Серії А, вийшов у півфінал Ліги чемпіонів ЄКВ, але ці змагання завадив завершити карантин.
У півфіналі Суперкубка Італії 2021 поступилися клубу «Ітас Трентіно» («Трентіно Воллей») 0—3.

## Поточний склад

### Гравці
Сезон 2024/2025 
| №  | Ім'я, прізвище        | Дата народження | Позиція               |
| -- | --------------------- | --------------- | --------------------- |
| 1  | Алессандро Пічінеллі  | 30.01.1997      | Ліберо                |
| 2  | Давіде Канделларо     | 07.06.1986      | Центральний блокуючий |
| 3  | Франческо Дзоппелларі | 27.05.1997      | Зв'язуючий            |
| 5  | Нікола Чанчіотта      | 08.04.2001      | Догравальник          |
| 6  | Сімоне Джаннеллі      | 09.08.1996      | Зв'язуючий            |
| 7  | Хесус Еррера Хайме    | 04.04.1995      | Діагональний          |
| 8  | Агустін Лосер         | 12.10.1997      | Центральний блокуючий |
| 10 | Вассім Бен Тара       | 03.08.1996      | Діагональний          |
| 11 | Себастьян Соле        | 12.06.1991      | Центральний блокуючий |
| 13 | Массімо Колачі        | 21.10.1985      | Ліберо                |
| 14 | Юкі Ісікава           | 11.12.1995      | Догравальник          |
| 16 | Каміль Семенюк        | 16.07.1996      | Догравальник          |
| 17 | Олег Плотницький      | 05.06.1997      | Догравальник          |
| 19 | Роберто Руссо         | 23.02.1997      | Центральний блокуючий |

## Досягнення

### Внутрішні турніри
Серія А:
- Чемпіон Італії (2): 2017/2018, 2023/2024.
- Срібний призер (4): 2015/2016, 2018/2019, 2020/2021, 2021/2022.
- Бронзовий призер (2):  2013/2014, 2016/2017.

Кубок Італії:
- Володар (4): 2017/2018, 2018/2019, 2021/2022, 2023/2024.
- Фіналіст (3): 2013/2014, 2019/2020, 2020/2021.

Суперкубок Італії:
- Володар (6): 2017/2018, 2019/2020, 2020/2021, 2022/2023, 2023/2024, 2024/2025.
- Фіналіст (1): 2016/2017.

### Континентальні кубки
Ліга чемпіонів ЄКВ:
- Фіналіст (1): 2016/2017.

Клубний чемпіонат світу:
- Володар (2): 2022/2023, 2023/2024.

## Колишні гравці
- / Денис Каліберда
- Мацей Музай
- Аарон Расселл
- Лючано Де Чекко
- Сімоне Буті
- / Вільфредо Леон
- / Драган Травиця
- Тейс тер Горст
- Меттью Андерсон
- Себастьян Соле
- Олег Плотницький
- Каміль Семенюк
- Сімоне Джаннеллі
- Ґреґор Ропрет
- Юкі Ісікава

Докладніше: Категорія:Волейболісти «Перуджі»

## Тренери
- Андреа Радічі (2006-2007)
- / Денніс Фауст (2007-2008)
- Хорхе Каннестраччі (2007-2008)
- Даніеле Ровінеллі (2009-2010)
- фФранческо Далл'оліо (2010-2011)
- Слободан Ковач (2011-2014)
- Нікола Ґрбич (2014-2015)
- Данієль Кастеллані (2015-2016)
- Слободан Ковач (2016-2017)
- Лоренцо Бернарді (2017-2019)
- Вітал Гейнен (2019-2021)
- Нікола Ґрбич (2021-2022)
- Андреа Анастазі (2022-2023)
- Анджело Лоренцетті (2023-)